# Красногорский (Новосибирская область)
Красного́рский — посёлок в Мошковском районе Новосибирской области. Входит в состав Новомошковского сельсовета. 

## География
Площадь посёлка — 82 гектара.

## Население
| 2002 | 2007 | 2010 |
| ---- | ---- | ---- |
| 326  | ↗334 | ↘292 |

## Инфраструктура
В посёлке по данным на 2007 год функционируют 1 учреждение здравоохранения и 1 учреждение образования.